# Tűzön járás

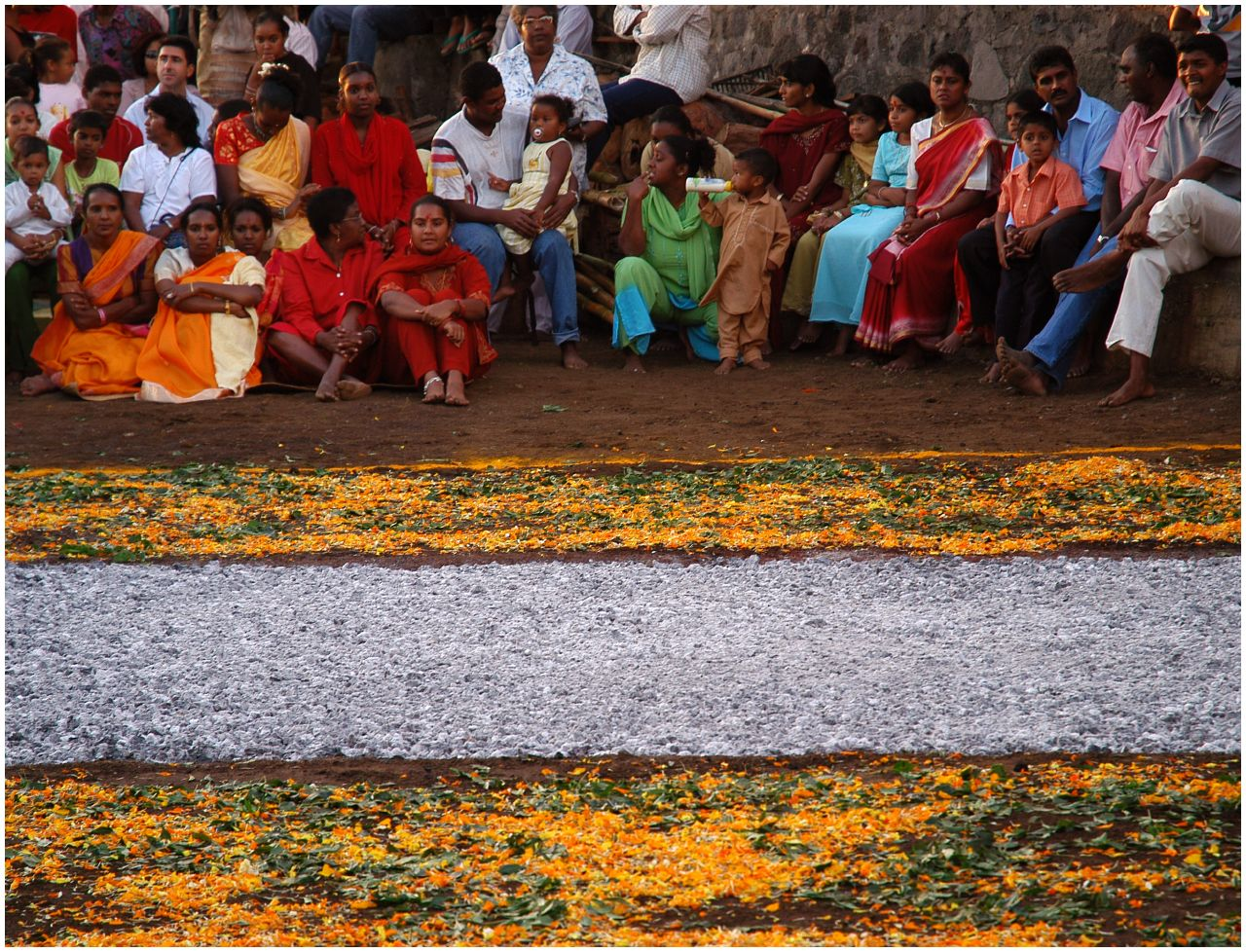
Tűzön járásra váró hindu nézők Réunion szigetén (2004)

A tűzön járás során mezítláb végigsétálnak forró köveken vagy parázson, anélkül, hogy égési sérülést szenvednének. Számos kultúrában a hit bizonyítékaként vagy próbájaként szolgált. Más kultúrákban szigorúan tiltották a tűzönjárást, például a zsidóknál.

## Története
A tűzönjárás (tűzjárás, parázsséta) évezredes gyakorlat szerte a világban a Fülöp szigetektől kezdve Észak-Amerikán, Görögországon át Tibetig vagy Afrikáig, amit a gyógyító és beavató szándékkal végeztek. Éppúgy eszköze és támogatója a testi, lelki, szellemi és érzelmi gyógyításnak, mint a felnőtté válásnak, a teljes jogú tagságnak az adott nép, közösség életében.
A tűz az az „elem”, amely végigkísérte emberré válásunkat, és ebből a szempontból is sokan tekintik egy transzformációs (minőségében átalakító) erőnek.

## A tűzön járás pszichológiája
Amikor olyasmit teszünk meg, ami nagyon nehéz, vagy amiről azt hittük korábban: „lehetetlen”, testünk minden egyes sejtje megtanul áttörni a korlátozó hiteinken. Ezért a tűzjárás egyaránt hasznos lehet az egyénnek, egy csapatnak vagy ha „magasabb fokozatra” akarunk kapcsolni, ha korlátok nélkül hozzá akarunk férni belső erőforrásainkhoz, akár a gyógyítás, akár döntéshozatal, vagy épp a kockázatvállalás és megvalósítás során.
A tűzjárás olyan élmény, amely túlmutat a megszokott emberi tapasztalatokon, s lehetőséget teremt, hogy közvetlen kapcsolatot teremtsünk saját legbelső energiánkkal. Ebben az értelemben ez a ma elérhető egyik leghatékonyabb tapasztalás – akár átsétál a tűzön, akár csak megfigyeli azt – amely megérint minden résztvevőt. S hozzásegít bárkit, hogy bátorságra váltsa félelmeit, legbelső szorongásait nyugalomra cserélje, szert tegyen a jövője formálásához szükséges önbizalomra. Akár átmegyünk a tűzön, akár nem, erősebben, magabízóbban, feltöltődve távozunk a tűzjárásról.

## A tűzjárásról
A tűzjárás rítusa magába foglal egy legalább négy órás felkészülést, elmélyülést önmagunkban, ami könnyen kapcsolható más tréningekhez, szemináriumokhoz is.
A tűzjárás nem veszélytelen, a 850 °C-nak megvan a maga kockázata, ezért érdemes egy tapasztalt tűzjáró tréner segítségét igénybe venni. Ugyanakkor mindenki csak saját elhatározásából, szabad akaratából vegyen részt a tűzjáráson, úgy, hogy képes önállóan meghozni döntését, akár átmegy a tűzön, akár nem, s döntéséért, s annak minden következményéért vállalni a felelősséget. Átmenni soha sem kötelező, csak a jelenlét ajánlott.

## Tudományos magyarázat

### Magyarázat
Amikor két különböző hőmérsékletű test találkozik, a melegebb test lehűl, a hűvösebb felmelegszik, amíg szét nem választják őket, vagy amíg a köztes hőmérsékleten nem találkoznak. Az, hogy ez a hőmérséklet milyen gyorsan érhető el, a két test termodinamikai tulajdonságaitól függ. A legfontosabb tulajdonságok a hőmérséklet, a sűrűség, a fajlagos hőkapacitás és a hővezető képesség.
A hővezető képesség, a sűrűség és a fajlagos hőteljesítmény szorzatának négyzetgyökét termikus effúzivitásnak nevezzük, és azt mutatja meg, hogy a test mennyi hőenergiát vesz fel vagy bocsát ki egy bizonyos idő alatt egy egységnyi felületen, ha felülete bizonyos hőmérsékleten van. Mivel a hűtőtest által felvett hőnek meg kell egyeznie a melegebb által adott hővel, a felületi hőmérsékletnek közelebb kell lennie a nagyobb hőhatású test hőmérsékletéhez. A kérdéses testek most emberi lábak (nagyrészt vízből állnak) és izzó szén.
Ezen tulajdonságok alapján David Willey, a Johnstownban működő Pittsburghi Egyetem fizika professzora rámutat arra, hogy a tűzön járás az alapvető fizika elvei alapján megmagyarázható, nem természetfeletti vagy paranormális jelenség. Hozzáteszi, hogy a legtöbb tűzjárás 538 °C hőmérsékletű szénen történik, de hallott már olyanról, aki 980 °C-os parázson sétált.
Ezenkívül Jearl Walker feltételezte, hogy a nedves lábbal történő forró szénen való sétálás a Leidenfrost-hatás miatt szigetelheti a lábat.

### Az égési sérüléseket megakadályozó tényezők
- A víz hőkapacitása nagyon magas (4,184 J/(g*K)), míg a parázsé nagyon alacsony. Ezért a láb hőmérséklete kevésbé változik, mint a parázsé.
- A lábfejben lévő erős véráram elszállítja és eloszlatja a hőt. Másrészt a parázs gyenge hővezető képességgel rendelkezik, így a hatás szempontjából melegebb testnek csak a parázs lábhoz közeli részei tekinthetők.
- Amikor a parázs lehűl, hőmérséklete a lobbanáspont alá süllyed, így nem ég, ezért nem keletkezik új hő.
- A tűzön járók nem töltenek sok időt a parázson, folyamatosan mozognak.

### A tűzön járás kockázatai
- A parázsban töltött túl hosszú idő növeli az égési sérülések kockázatát, lehetővé téve a parázsban lévő hő hatékonyabb felvételét.
- A parázson való átfutás közben nagyobb az égési sérülés kockázata, mivel a futás közben erősebben és mélyebbre nyomódnak a lábak a parázsba.
- A parázsban lévő idegen tárgyak égési sérüléseket okozhatnak. A fémek különösen veszélyesek, mivel magas hővezető képességgel rendelkeznek.
- A nem megfelelő ideig izzított parázs nagyobb valószínűséggel okoz égési sérüléseket. Ilyenkor a parázs vizet tartalmazhat, ami növeli hőkapacitását és hővezető képességét. A vizet – a hosszabb izzítással, égetéssel – el kell párologtatni a tűzön járás megkezdése előtt.
- A nedves talpak a parázs rátapadását okozhatják, ami növeli az érintkezési időt, így komolyabb hőleadás történhet.

## Az alapítókról
Nehéz egyértelműen alapítókról beszélni, mert mint a korábbiakból is kitűnik, a tűzjárás „mindig is volt, mindig is lesz”. Mégis sokan a New Age megjelenéséhez, pontosabban Tolly Burkan munkásságához kapcsolják a tűzjárás modernkori megjelenését, aki 1977-ben alapította meg mozgalmát, amely az általa alapított F.I.R.E. (Firewalking Institute for Reasearch and Education)-től származtatható. A modernkori tűzönjáró mozgalom létrehozásában, felesége Peggy Dylan is jelentős szerepet játszott, aki 2021-ben a Global Firewalkin Association (GFA) tiszteletbeli elnöke lett.  A F.I.R.E. tevékenységének egyik meghatározó eleme, hogy létrehozták a Tűzönjáró Instruktor Tréning (FITTM) nemzetközi szakképzést, ami egyben egy olyan minőségbiztosítási rendszer bevezetése volt, ami szakmailag hitelesíti mindazon trénereket, akik vállalati környezetben, csapatépítő jelleggel akarnak ilyen programot tartani. 
A tűzjárás magyarországi megjelenése Ken Cadigan és Vörös Ákos nevéhez fűződik (a 90-es évek elejétől), valamint Honti Margóhoz. Ők alapvetően Burkan tűzjáró technikáját/filozófiáját követték, amelyet ki-ki a maga személyisége, meggyőződése szerint egészített ki, fejlesztett tovább a transzperszonális pszichológia, az intenzív megvilágosodás vagy más ezoterikus tapasztalás irányába. 
A tűzjárás technikáinak alkalmazása a belső erőforrásokhoz való korlátlan hozzáférés lehetőségének megtapasztalására, ezen keresztül új életminőség kialakítása, új, kihívó célok kitűzése és elérése már inkább az NLP hatását mutatja. Valamint azoknak a progresszív önfejlesztő és kognitív pszichológiai módszereknek, amelyek az önkorlátozó hiedelmek felszámolásán keresztül tágítják az emberi teljesítőképesség határait. Ennek az irányzatnak legmarkánsabb képviselői: Tony Robbins, Tarr Bence László, Barna L. Gábor és sokan mások. 

## A használható fa
A tűzjáráshoz vannak akik puha fát használnak (fenyő, nyár), mert a kemény fa éles szélű parázs-darabkákat eredményez, ami lehet balesetveszélyes. De a tűzönjáró instruktorok között vannak akik a hosszan tartó hője miatt kimondottan az akác, bükk, tölgy vagy más, ilyen parazsat adó fa használatát javasolják.  A fenyő széllécekből (faipari hulladék) megépített máglya egyenletes és puha parazsat eredményez. A mennyiséget úgy lehet megbecsülni, hogy kb. 6-8 résztvevőnként egy-egy köbméterrel lehet számolni (ez függ az évszaktól, illetve az időjárástól is: télen, vagy esős időben több kell). A gyors és egyenletes égés biztosítása érdekében viszonylag sok papírra, régi újságra van szükség.
A tűz körül általában négy világító máglyát helyeznek el. Ezek faigényére is érdemes gondolni, de a fa minőségével kapcsolatosan itt nincsenek megkötések.

## Biztonsági intézkedések
A tűzjárás területigénye kb. 12×12 méteres négyzet. A helyszín kiválasztásánál érdemes megfontolni, hogy épületektől lehetőleg minimum 20 méterre húzódjon a terület határa, s mindenképpen legyen lehetőség a tűz gyors eloltására, pl. ha a szél túlzottan megerősödik. Ezért javasolt valamilyen locsoló berendezés, tömlő telepítése, vagy ha erre nincs mód, néhány vízzel telt vödör is megteszi.

## Helyszín
A 12×12 méteres terület talaja szerencsés, ha puha és egyenletes s nincs túl nagy lejtése. Mindenképpen kell lennie a közelben olyan helynek, ahol a csoport felkészülhet. Ennek a helyigénye kb. akkora, hogy félkörívben elhelyezkedve, egy-egy polifoam-matracon mindenki kényelmesen tudjon relaxálni. Amennyiben jó az idő, ez megoldható a szabad ég alatt is.
(Fontos, hogy a parázs-szőnyeget ne világítsa meg külső, mesterséges fény, pl. utcai lámpa, mert a parázs „kifakulhat”, a tűzjáró nem érzékeli, hogy parázson, vagy már hamun sétál, ami veszélyforrás lehet.)